# Albi di Tutto Rat-Man

Copertina del primo numero di Tutto Rat-Man

Lista degli albi della serie Tutto Rat-Man, che ristampa gli albi di Rat-Man Collection, fumetto edito dalla Panini Comics che vede come protagonista Rat-Man, il personaggio di Leo Ortolani.
La serie, pubblicata a partire dal 14 febbraio 2002, è composta da sessantadue albi, l'ultimo dei quali uscito il 1º agosto 2019.

## Albi
| Nr. | Titolo                              | Data di pubblicazione | Storie di Rat-Man | Altro |
| --- | ----------------------------------- | --------------------- | --- | --- |
| 1   | Le sconvolgenti origini del Rat-Man | 14 febbraio 2002      | Le sconvolgenti origini del Rat-Man Legami di sangue! Rat-Man contro il Ragno! La minaccia verde! Tòpin! The Wonder Mouse! L'immutabile destino! | - |
| 2   | Dal futuro                          | 11 aprile 2002        | Dal futuro! La Gatta! Week-end di torrone! L'Araldo! ...La fine del topo!                                                                        | - |
| 3   | L'ultimo segreto                    | 13 giugno 2002        | Il ritorno! La Squadra Segreta! L'ultimo segreto La belva in noi!                                                                                | - |
| 4   | R-File                              | 8 agosto 2002         | The R-File! L'incredibile Ik! La tela strappata! L'ira di Cover Man!                                                                             | Venerdì 12                                                                                                   |
| 5   | Il grande Ratzinga                  | 10 ottobre 2002       | Caccia al Ragno! Il grande Ratzinga! Operazione Geode!                                                                                           | Venerdì 12 La "cosa" dallo spazio!                                                                           |
| 6   | Cinzia la barbara                   | 12 dicembre 2002      | Cinzia la barbara! Dimenticati dal tempo! Il bacio della morte                                                                                   | "Cong!" Venerdì 12                                                                                           |
| 7   | Squalo                              | 13 febbraio 2003      | Io, il clone! Crisi! | "Squalo" Venerdì 12 Supermen                                                                                 |
| 8   | Rat-Man: 1999                       | 10 aprile 2003        | Io, il Rat-Man! Rat-Man: 1999 L'intervista! Le sconvolgenti origini del Rat-Man                                                                  | I futuri sposi! Venerdì 12                                                                                   |
| 9   | L'internauta                        | 12 giugno 2003        | L'internauta Titanic 2000 | The King Ex-Men - Intrappolati nella zona negativa! Venerdì 12 Una vacanza da burba                          |
| 10  | Niente è per sempre                 | 7 agosto 2003         | Niente è per sempre L'allievo | L'ultima burba Venerdì 12                                                                                    |
| 11  | Il supereroe                        | 9 ottobre 2003        | Un uomo in calzamaglia Il supereroe | L'ultima burba Venerdì 12                                                                                    |
| 12  | Catene                              | 11 dicembre 2003      | Catene La sentinella | L'ultima burba Venerdì 12                                                                                    |
| 13  | Tentazioni                          | 12 febbraio 2004      | Tentazioni Il pozzo del desiderio | L'ultima burba Venerdì 12                                                                                    |
| 14  | La gabbia                           | 15 aprile 2004        | La bella e la bestia! La gabbia | L'ultima burba Venerdì 12 AIESEC - Se lo conosci...                                                          |
| 15  | Ex-Men                              | 10 giugno 2004        | Ex-Men! La mummia La mummia - Il ritorno! | L'ultima burba Venerdì 12                                                                                    |
| 16  | Le ombre dei padri                  | 5 agosto 2004         | Le ombre dei padri... Grandi speranze! | L'ultima burba Venerdì 12                                                                                    |
| 17  | Meraviglie                          | 14 ottobre 2004       | Il ritorno degli eroi! Meraviglie! | L'ultima burba Venerdì 12                                                                                    |
| 18  | Il re e io                          | 10 dicembre 2004      | Il re e io! Uomini e topi! | L'ultima burba Venerdì 12                                                                                    |
| 19  | Il morso del Ragno                  | 14 aprile 2005        | Il morso del Ragno! Il primogenito! | L'ultima burba Venerdì 12                                                                                    |
| 20  | Il soldato                          | 11 agosto 2005        | Il soldato Il collezionista! | L'ultima burba Venerdì 12 - Il varco!                                                                        |
| 21  | Trappola seducente                  | 9 dicembre 2005       | Sette giorni! Trappola seducente | Venerdì 12 - Il ritorno di Bedelia! L'ultima burba Venerdì 12                                                |
| 22  | La fuga di Rat-Man                  | 13 aprile 2006        | La fuga di Rat-Man Pubblicato a morte! | Gli intaccabili L'ultima burba                                                                               |
| 23  | Un classico del fumetto             | 10 agosto 2006        | Un classico del fumetto Kina! | Gli intaccabili L'ultima burba                                                                               |
| 24  | Rat-Max                             | 7 dicembre 2006       | Rat-Max Camera 9 | Gli intaccabili L'ultima burba Romeo e Giulietta                                                             |
| 25  | Scuola di fumetto                   | 27 aprile 2007        | Scuola di fumetto Rat-Men Star Rats - Episodio I - Il prescelto                                                                                  | Corso di fumetto L'ultima burba Senzappello C'era una volta... (per una volta) Contratto col Ratto Sacrifici |
| 26  | Il migliore                         | 30 agosto 2007        | L'ombra su di me! Sapore di sale Il migliore! | L'ultima burba Comixisters                                                                                   |
| 27  | La fine di Rat-Man                  | 27 dicembre 2007      | La fine di Rat-Man! I Fantastici! | L'ultima burba Clan                                                                                          |
| 28  | Il nemico tra noi                   | 17 aprile 2008        | Il nemico tra noi! Abbandonati! | L'ultima burba Clan                                                                                          |
| 29  | Stessa spiaggia, stesso sale        | 7 agosto 2008         | Stessa spiaggia, stesso sale! La storia finita                                                                                                   | I Guardiani Clan L'ultima burba                                                                              |
| 30  | Un nuovo inizio                     | 4 dicembre 2008       | Un nuovo inizio Rat-Man contro Rat-Man! | Clan L'ultima burba                                                                                          |
| 31  | Catastrofe                          | 9 aprile 2009         | Catastrofe! Venga il mio regno! | Ai confini della Marvel                                                                                      |
| 32  | Era mio padre                       | 6 agosto 2009         | Era mio padre 299 | Ai confini della Marvel Clan                                                                                 |
| 33  | Io sono leggenda                    | 3 dicembre 2009       | +1 Io sono leggenda | Ai confini della Marvel Clan L'ultima burba                                                                  |
| 34  | La caduta                           | 9 aprile 2010         | Venduto! La caduta | Ai confini della Marvel                                                                                      |
| 35  | Quello che non mi uccide            | 5 agosto 2010         | Quello che non mi uccide... Le cose cambiano | I mille volti di Rat-Man Clan                                                                                |
| 36  | Ratto                               | 2 dicembre 2010       | E ora... Rat-Man! Ratto | - |
| 37  | E adesso sposami!                   | 7 aprile 2011         | Ratto II – La vendetta! E adesso sposami! | Clan L'ultima burba                                                                                          |
| 38  | Yellow!                             | 4 agosto 2011         | Rat-Girl Yellow! | - |
| 39  | Tu non voltarti mai                 | 1º dicembre 2011      | Non di questo mondo! Rat-Man Tu non voltarti mai                                                                                                 | Quelli di Parma Buone fette Addio al Re!                                                                     |
| 40  | Il nuovo mondo!                     | 5 aprile 2012         | Il nuovo mondo! Gli eroi più potenti del mondo! E io                                                                                             | Quelli di Parma                                                                                              |
| 41  | Il nuovo Rat-Man!                   | 2 agosto 2012         | Il nuovo Rat-Man! Il paradiso perduto | Quelli di Parma                                                                                              |
| 42  | I sacrificabili                     | 6 dicembre 2012       | Sia questa, l'ultima battaglia! I sacrificabili                                                                                                  | Quelli di Parma                                                                                              |
| 43  | I dimenticati                       | 9 maggio 2013         | E qualcuno morirà! I dimenticati | Quelli di Parma                                                                                              |
| 44  | Il prigioniero                      | 1º agosto 2013        | Battaglia a Gerusalemme! Il prigioniero Un mondo perduto                                                                                         | Quelli di Parma                                                                                              |
| 45  | Il grande Magazzi                   | 5 dicembre 2013       | La breccia Ricordati di me Il grande Magazzi | Quelli di Parma L'ultima burba                                                                               |
| 46  | La donna filosofale                 | 10 aprile 2014        | La donna filosofale La camera delle sorprese | Quelli di Parma L'ultima burba                                                                               |
| 47  | Il rettile                          | 7 agosto 2014         | La discesa Tòpin! The Wonder Mouse! Il male minore Il rettile Il segreto del supereroe!                                                          | Quelli di Parma                                                                                              |
| 48  | I nuovi eroi                        | 4 dicembre 2014       | Finché morte non ci separi! L'onda I nuovi eroi Se questo è un sogno!                                                                            | Quelli di Parma                                                                                              |
| 49  | I Vendicatopi                       | 9 aprile 2015         | Per vivere domani! I Vendicatopi Battaglia per la Terra! I Vendicatopi sono finiti!                                                              | Mucca che dorme                                                                                              |
| 50  | Stanotte muoio!                     | 30 luglio 2015        | La scelta! Il palazzo Il sogno di una vita! Stanotte muoio!                                                                                      | - |
| 51  | Il trionfo del topo!                | 3 dicembre 2015       | L'ultima squadra Il trionfo del topo! E venne il giorno!                                                                                         | - |
| 52  | Caccia al Ratto!                    | 7 aprile 2016         | L'ora più buia Caccia al Ratto! | Quelli di Parma CineMah presenta Man of Steel: la recensione                                                 |
| 53  | Salvate Valker!                     | 4 agosto 2016         | Le ombre dei figli Salvate Valker! | Quelli di Parma                                                                                              |
| 54  | Lotta nell'abisso!                  | 1º dicembre 2016      | Lotta nell'abisso! The Walking Rat Il confine | Quelli di Parma                                                                                              |
| 55  | Il trionfo dei morti viventi!       | 30 marzo 2017         | La città dei morti viventi Paura nella città dei morti viventi! Il trionfo dei morti viventi! Che ci sia la vita!                                | Quelli di Parma                                                                                              |
| 56  | La Falena                           | 3 agosto 2017         | La falena Un giorno qualunque Ritorno al passato! Una vecchia speranza                                                                           | Quelli di Parma Venerdì 12                                                                                   |
| 57  | Valker contro Valker!               | 30 novembre 2017      | Nel nome del padre La caccia! La fine di Valker - Prima parte La fine di Valker - Seconda parte                                                  | |
| 58  | Il Rat-Man                          | 29 marzo 2018         | Il Rat-Man Non avrai altro Dio | Quelli di Parma L'ultima burba                                                                               |
| 59  | Il dubbio                           | 2 agosto 2018         | Il dubbio Colpire il Rat-Man | |
| 60  | Il prezzo della solitudine!         | 29 novembre 2018      | Il prezzo della solitudine! L'ombra di Tòpin! | |
| 61  | L'ultimo eroe                       | 4 aprile 2019         | Onora il padre L’ultimo eroe | |
| 62  | La fine                             | 1º agosto 2019        | L'ira di Walker Quando tutto finisce! | |